# Isoscelipteron philippinicola
Isoscelipteron philippinicola is een insect uit de familie van de Berothidae, die tot de orde netvleugeligen (Neuroptera) behoort. 
Isoscelipteron philippinicola is voor het eerst wetenschappelijk beschreven door U. Aspöck & H. Aspöck in 1991.